# San Carlos (volcà)
El volcà San Carlos, també conegut simplement com la Caldera de Luba, és el segon cim més alt de l'illa de Bioko, al país africà de Guinea Equatorial. Com el seu nom suggereix, és un cim volcànic, que s'eleva a 2.261 metres.
Hom creu que hi ha més de 2000 espècies diferents de flora i fauna en el seu interior, per la qual cosa s'han organitzat diverses expedicions científiques i és una àrea protegida d'aquesta nació africana.